# Montmajor
Montmajor est une commune d'Espagne dans la communauté autonome de Catalogne, province de Lérida, de la comarque de Berguedà.